# Gregorio Cortese
Gregorio Cortese  (Módena, c. 1480/83 - Roma, 21 de septiembre de 1548) fue un religioso benedictino italiano, obispo y cardenal, teólogo, historiador y traductor. 

## Vida

### Primeros años
Hijo de Alberto Cortese, que era consejero del duque Ercole I de Este y su embajador ante la República de Venecia, y de Sigismonda di Gherardino Molza, fue bautizado como Gian Andrea, nombre que posteriormente cambiaría al entrar en religión; se le supone nacido en Módena en 1480, aunque algunos autores apuntan que podría haber nacido en 1483 o en Venecia.  
Huérfano de padre desde 1487, tras completar su formación humanística en la casa familiar bajo la tutela del cisterciense Severo Varino, marchó a estudiar jurisprudencia en las universidades de Bolonia y Padua hasta conseguir el doctorado in utroque iure. 
Entró al servicio del cardenal Giovanni de' Medici en Roma, pero problemas de salud, que serían constantes durante toda su vida, le indujeron al cabo de unos meses a regresar a Módena, donde en 1504 sucedió a su primo Iacopo como rector de la iglesia parroquial de SS. Nazario y Celso de Albareto, sobre la que Alejandro VI había concedido el ius patronatus a los Cortese; después fue canónigo de la catedral de Módena y en 1506 fue ordenado sacerdote y sucedió a su otro primo Lanfranco como vicario de la diócesis.

### Entra en religión
Su carrera eclesiástica se interrumpió cuando deseoso de una vida tranquila y alejada del mundo en la que poder dedicarse a sus estudios decidió ingresar como fraile en el monasterio de San Benedetto in Polirone cerca de Mantua perteneciente a la congregación casinense, en la que profesó en 1508 tomando el nombre de Gregorio.
En 1516 se adhirió a la misma congregación la abadía de Lérins, en la costa de Provenza, y a petición del abad Augustin Grimaldi varios monjes de San Benedetto se trasladaron allí, entre ellos Cortese.  En ambos cenobios, paralelamente a la continuación de sus propios estudios, Cortese ejerció como profesor, teniendo entre sus alumnos a Luciano degli Ottoni, Teófilo Folengo, Giovanni Battista Folengo, Denis Faucher, Christophe de Longueil, Stefano Sauli (hermano del cardenal Bandinello Sauli), Benedetto Fontanini o Benedetto Teocreno.
A lo largo de su vida fue abad de Lérins (1524), S. Pietro de Módena (1526), S. Pietro de Perugia (1528), S. Giorgio Maggiore de Venecia (1532), Santa Maria de Praglia (1537) y San Benedetto in Polirone (1538) y visitador de la orden para toda Italia.

### Cardenal
A instancias de su amigo Gasparo Contarini, en 1536 el papa Paulo III le llamó a Roma para formar parte de la congregación preparatoria del concilio de Trento, de la que también formaban parte el mismo Contarini, Gian Pietro Carafa, Jacopo Sadoleto, Reginald Pole, Federico Fregoso, Girolamo Aleandro, Gian Matteo Giberti y Tommaso Badia.  Eran los tiempos de la Reforma protestante ante la que la Santa Sede presentaba la Contrarreforma, y la congregación tenía por objeto analizar los abusos de la Iglesia católica y ponerles remedio, lo que se plasmó en la publicación en 1537 del Consilium de emendanda Ecclesia.
Fue promovido a cardenal en 1542, en el mismo consistorio en que también lo fueron sus paisanos modeneses Tommaso Badía y Giovanni Morone.  Recibió el título de San Ciriaco, vacante por la muerte de Pomponio Ceci, y fue nombrado obispo de Urbino en sustitución del difunto Dionisio Laurerio, aunque no residió en su diócesis.
Muerto en 1548, fue sepultado junto a su madre en la Basílica de los Santos Apóstoles de Roma, ante el altar de Santa Eugenia.

## Obras
Considerado uno de los más destacados eruditos de Italia, buen conocedor del latín, el griego y el hebreo, alabado como uno de los más elegantes escritores en latín de sus tiempos, durante toda su vida mantuvo una intensa correspondencia con personajes de toda Italia, que tras su muerte fue recopilada y mandada publicar por su sobrina Ersilia.
Dejó escritas además las siguientes obras, que en 1774 fueron reunidas en dos volúmenes y publicadas por Giovanni Agostino Gradenigo:
- Tractatus adversus negantem Petrum apostolum Romae fuisse, en el que defendía la primacía papal contra las tesis de Oldrich Velensky;[17]
- Hilarii et Eucherii fragmenta quae extant, traducción de las obras de Euquerio de Lyon e Hilario de Arlés;
- De romano itinere gestisque principis apostolorum libri duo, donde defendía la tesis de la estancia de San Pedro en Roma;[18]
- La traducción del griego de los comentarios a los Salmos de Eutimio Zigabeno;
- Oratio de pauperibus diligendis, traducción del griego al latín del elogio de Gregorio Nacianceno a San Cipriano;
- De direptione Genuae, en el que narró el saqueo de Génova de 1522.[19]